# كرايغ بارتولوميو
كرايغ بارتولوميو هو فيلسوف كندي، ولد في 3 أغسطس 1961 في Pinetown ‏ في جنوب أفريقيا.